# Йохан I фон Виненбург-Байлщайн
Йохан I фон Виненбург-Байлщайн (на немски: Johann I von Winnenburg-Beilstein; † сл. 1444) е господар на господството Винебург и Байлщайн във Вестервалд.
Той е единственият син на Герлах фон Виненбург-Байлщайн († 1382/1387) и съпругата му Лукарда фон Брол († сл. 1375/1385). Внук е на Куно I фон Виненбург († 12 ноември 1338) и Елизабет фон Браунсхорн († сл. 20 април 1368), единствената дъщеря на Герлах фон Браунсхорн († 1361/1362). Сестра му Лиза (* пр. 1389; † сл. 1396) е омъжена за Гилес фон Милберг цу Хам (* пр. 1383; † сл. 1411)

## Фамилия
Йохан I фон Виненбург-Байлщайн се жени пр. 26 април 1402 г. за Ермезинда фон Елтер († сл. 1414), дъщеря на Хуарт фон Елтер, сенешал на Люксембург († 1416/1417) и Ермезинда фон Холенфелс († 1426). Те имат две деца:
- Йохан II фон Виненбург-Байлщайн († сл. 12 март 1470), господар на Винебург и Байлщайн, женен за Катарина фон Шьонек († пр. 1453)
- Ирмел/Ирмезинд фон Виненбург-Байлщайн, омъжена за Филип I фон Хиршхорн, вицум на Ашафенбург († 18 август 1435).